# Roca Roja (Xerta)
La Roca Roja és una muntanya de 364 metres que es troba al municipi de Xerta, a la comarca catalana del Baix Ebre.
Al seu cim encara s'observen restes de parapets de la batalla de l'Ebre.